# Otto Normalabweicher. Der Aufstieg der Minderheiten
Otto Normalabweicher. Der Aufstieg der Minderheiten ist eine Essaysammlung von Jürgen Kaube. Das Buch erschien 2007 im zu Klampen Verlag.

## Inhalt
In Otto Normalabweicher. Der Aufstieg der Minderheiten beschäftigt sich Autor Jürgen Kaube mit dem Phänomen der von ihm so genannten „Normalabweichung“ und stellt dessen vielfältige Formen und Manifestationen vor. Das gesellschaftliche Leben der letzten Jahrzehnte sei von einem „Aufstieg der Minderheiten“ bestimmt. Verhalten, das vom Gängigen abweicht, sei nicht nur alltäglich geworden, es habe auch eine besondere Bedeutung bekommen. In den Massenmedien werde eine Welt voller „Sonderexistenzen“ vorgeführt, mit seltsamen Hobbys, seltsamem Aussehen, seltsamen Ansichten. Anders zu sein und sein zu wollen, werde zum Durchschnittsfall. Minderheiten erhöben besonderen Anspruch auf Schutz und Subvention. Die Frage, wer sich noch in wen hineinzuversetzen vermag, sei ebenso wenig zu beantworten wie die, für wen genau die Politiker Politik machen, wenn sie nach Mehrheiten Ausschau halten.

## Rezeption
Der Journalist, Autor und Migrationsforscher Mark Terkessidis, Mitherausgeber des Buches „Mainstream der Minderheiten“, charakterisierte Kaube anlässlich einer Rezension des Werkes Otto Normalabweicher: der Aufstieg der Minderheiten als einen „Kulturkämpfer“ und „Verteidiger der alten Norm der einheimischen, heterosexuellen, bärtigen Männlichkeit“. Kaube habe Angst, „dass morgen Frauen, Homos, MigrantInnen, oder auch Topmodels und Superstars kommen und ihm etwas wegnehmen: die Deutungshoheit in erster Linie, aber bald vielleicht auch den Job“. Statt über die Gestaltung der Zukunft nachzudenken, wollten Leute wie er einfach ihre Privilegien behalten.
Michael Rutschky bescheinigte Kaube im Deutschlandfunk – ebenfalls anlässlich einer Rezension von Otto Normalabweicher –, zu den „besonders einfallsreichen und versierten“ Vertretern einer Soziologie zu gehören, „die der Universität entwachsen ist und sich frei in den Medien, vor allem im Feuilleton äußert“. Jürgen Kaube sei hier weit entfernt von der Coolness, die sich in den 1950er Jahren Roland Barthes beim Entziffern der „Mythen des Alltags“ leistete, noch ein „kanonischer“ Soziologe im Feuilleton. Vorbildlich an Jürgen Kaubes Glossen sei ihre Prägnanz und Beschränkung.
Lutz Lichtenberger rezensierte in der Süddeutschen Zeitung das Buch Otto Normalabweicher und kam zu dem Schluss, Kaube sei sehr gut darin, Alltagsbeobachtungen zu untersuchen. Er seziere die „Neigung der Gegenwart“ zu Übertreibungen aller Art, falschen Aufregungen und empiriefreien Behauptungen. Gegen die Denkfaulheit, Verflachung und Gefahr, die in der Abschaffung „geordneter sozialer Erwartungen“ stecke oder in der Beseitigung von Qualitätskriterien in Bildung und Kultur, die Arbeit und Denken durch Konsum und Einfühlung ersetzen wolle und in der Folge nichts mehr zu erkennen und zu unterscheiden vermöge und nur noch alles gelten lassen könne, und sei es auch noch so abseitig, seien Kaubes Texte in ihrer „scharfen Gelehrsamkeit“ selbst das beste Gegengift.